# Xã Kickapoo, Quận Platte, Missouri
Xã Kickapoo (tiếng Anh: Kickapoo Township) là một xã thuộc quận Platte, tiểu bang Missouri, Hoa Kỳ. Năm 2010, dân số của xã này là 5.140 người.